# 金罍
金罍（1477年—？），字文薦，雲南大理府趙州民籍，大理衛人，明朝政治人物。

## 生平
正德二年（1507年）丁卯科雲貴鄉試第九名舉人。正德六年（1511年）中式辛未科會試第二十七名，登第三甲第七十二名進士。累官大理寺右寺正。嘉靖四年（1525年）十月補貴州左參議。

## 家族
曾祖金成；祖父金鏡；父金琇，曾任教諭。母程氏。慈侍下。